# Alexandre Rossmann
Alexandre Rossmann (geboren als August Alexander Rossmann 9. Mai 1897 in Wiesbaden; gestorben 1991) war ein deutsch-französischer Journalist.

## Leben
Alexander Rossmann war ein Sohn des Gymnasiallehrers Philipp Rossmann (1858–1944) und der Emma Koenemann (1873–1938), er hatte einen Bruder. Er heiratete 1930 Nelly Schwabacher, sie hatten den Sohn Michael Rossmann, die Ehe wurde 1937 geschieden. Rossmann war ab 1942 in zweiter Ehe mit Hedwig Metzger verheiratet.
Rossmann besuchte das städtische Reformrealgymnasium in Wiesbaden, war 1914 Schüler bei Paul Geheeb an der Hermann-Lietz-Schule Bieberstein und, als die Schule kriegsbedingt schloss, an der Hermann-Lietz-Schule Haubinda. Die Kriegsreifeprüfung legte er 1915 an der Sachsenhäuser Oberrealschule ab und wurde Soldat im Ersten Weltkrieg. Ab 1916 studierte er Politische Wissenschaften in Würzburg, München, Kiel und Frankfurt am Main. 1922 wurde er in Tübingen bei Robert Wilbrandt und Jakob Wilhelm Hauer mit einer Dissertation über die Quäker promoviert. Danach arbeitete er als freier Journalist in Frankfurt. Rossmann schloss sich der SPD an und war 1923 Vorsitzender einer Jungsozialisten-Gruppe.
Nach der Machtübergabe an die Nationalsozialisten 1933 floh Rossmann nach England. 1936 ging er nach Frankreich und arbeitete dort ab 1937 als Lehrer in einem Lehrerbildungsseminar in Charleville in den Ardennen bis zum Kriegsausbruch, als er interniert wurde. Ab 1940 war er arbeitslos und floh 1942 in die Schweiz. Nach der Befreiung kehrte er nach Frankreich zurück und ging 1945 mit der Französischen Armee nach Deutschland, wo er in Konstanz als Chefredakteur bei der Besatzungszeitung Nouvelles de France beschäftigt war. Von 1948 bis 1954 arbeitete er für AFP in Paris und danach in Lausanne als freier Korrespondent unter anderem von 1955 bis 1969 für die Basler Nachrichten.
Rossmann übersetzte englische und französische Sachliteratur ins Deutsche.

## Schriften (Auswahl)
- Religionssoziologische Studien über die Quäker. Dissertation. Tübingen 1922.
- Anmut und Armut in Korsika. Haupt, Bern 1957.

Übersetzungen
- Joyce Reason: Rama will ein Held werden. Gotthelf, Zürich 1942.
- André Siegfried: Frankreichs vierte Republik. Übersetzung aus dem Französischen DVA, Stuttgart 1959.
- Edward Bacon: Auferstandene Geschichte: Archäologische Funde seit 1945. Übersetzung mit Hedwig Rossmann. Orell Füssli, Zürich 1964.